# قائمة سفراء الولايات المتحدة في جنوب فيتنام
في نهاية الحرب العالمية الثانية في آسيا ، حاولت فرنسا استعادة السيطرة على فيتنام ، كجزء من الهند الصينية الفرنسية ، التي خسرتها أمام اليابان في عام 1941. بعد حرب الهند الصينية الأولى ، انقسمت البلاد إلى قسمين ، الشمال والجنوب . تم تسمية الجزء الجنوبي باسم دولة فيتنام تحت قيادة باو داي . في عام 1950 ، اعترفت الولايات المتحدة بحكومة باو داي ، وأقامت علاقات دبلوماسية ، وأرسلت أول سفير لها إلى مدينة هو تشي منه في جنوب فيتنام ، والمعروفة رسميًا باسم جمهورية فيتنام بعد صعود نغو دينه ديم في عام 1955. عارضت الولايات المتحدة الحكومة الشيوعية في الشمال ، بقيادة هو تشي مينه ، ولم تعترف بالنظام الشمالي.
بعد حرب فيتنام ، تم إغلاق السفارة الأمريكية في سايغون وتم إجلاء جميع موظفي السفارة في 29 أبريل 1975 ، قبل سقوط سايغون إلى القوات الفيتنامية الشمالية وفييت كانج .

## سفراء
| صورة | اسم                    | نوع         | عنوان   | عين           | تقديم أوراق الاعتماد | المهمة المنتهية |
| ---- | ---------------------- | ----------- | ------- | ------------- | -------------------- | --------------- |
|      | دونالد ر. هيث          |             | EE / MP | 29 يونيو 1950 | 22 أكتوبر 1950       | 25 يونيو 1952   |
|      | دونالد ر هيث           |             | AE / P  | 25 يونيو 1952 | 11 يوليو 1952        | 14 نوفمبر 1954  |
|      | فريدريك رينهاردت       |             | AE / P  | 20 أبريل 1955 | 28 مايو 1955         | 10 فبراير 1957  |
|      | إلبريدج دوربرو         |             | AE / P  | 14 مارس 1957  | 16 أبريل 1957        | 3 مايو 1961     |
|      | فريدريك نولتينغ جونيور |             | AE / P  | 15 مارس 1961  | 10 مايو 1961         | 15 أغسطس 1963   |
|      | هنري كابوت لودج جونيور | معين سياسيًا | AE / P  | 1 أغسطس 1963  | 26 أغسطس 1963        | 28 يونيو 1964   |
|      | ماكسويل د.تايلور       | معين سياسيًا | AE / P  | 1 يوليو 1964  | 14 يوليو 1964        | 30 يوليو 1965   |
|      | هنري كابوت لودج جونيور | معين سياسيًا | AE / P  | 31 يوليو 1965 | 25 أغسطس 1965        | 25 أبريل 1967   |
|      | إلسورث ف بنكر          | معين سياسيًا | AE / P  | 5 أبريل 1967  | 28 أبريل 1967        | 11 مايو 1973    |
|      | جراهام أ.مارتن         |             | AE / P  | 21 يونيو 1973 | 20 يوليو 1973        | 29 أبريل 1975   |

### نواب السفراء
| صورة | اسم               | تاريخ البدء | تاريخ الانتهاء |
| ---- | ----------------- | ----------- | -------------- |
|      | يو أليكسيس جونسون | يونيو 1964  | سبتمبر 1965    |
|      | وليام ج.بورتر     | سبتمبر 1965 | مايو 1967      |
|      | يوجين إم لوك      | مايو 1967   | يناير 1968     |
|      | صموئيل دي بيرجر   | مارس 1968   | مارس 1972      |
|      | تشارلز س.وايتهاوس | مارس 1972   | أغسطس 1973     |